# Il signore degli enigmi
Il signore degli enigmi è una trilogia di romanzi fantasy di Patricia A. McKillip, chiamata anche Ciclo degli Arpisti e composta da tre volumi: Il maestro degli enigmi di Hed, Erede del mare e del fuoco, Arpista nel vento.

## Romanzo del ciclo
La trilogia è composta dai volumi:
1. Il Maestro degli Enigmi di Hed (1975) (The Riddle-master of hed)
2. Erede del mare e del fuoco (1976) (Heir of sea and fire)
3. Arpista nel Vento 		 (1977) (Harpist in the wind)

## Trama
In tempi antichi, quando i maghi esistevano ancora, il mago Talies, visitò l'isola di Hed. La 
descrisse come una terra senza storia, inabitabile, senza poesia e del tutto priva d'interesse.
Quest'isola di contadini, troppo piccola perché interessi qualche sovrano nelle sue guerre di
conquista, senza miniere di metallo, senza luoghi di potere, era conosciuta nel reame del Supremo
solo per la qualità della sua birra. Apprezzata dai suoi abitanti soprattutto per la pace che vi 
regnava da secoli era governata da principi contadini che avevano come unico interesse coltivare la 
terra. L'unico avvenimento degno di nota, accaduto nell'isola, fu la nascita di un bambino con tre 
stelle sulla fronte, Morgon principe di Hed. Crescendo Morgon mostrò di possedere una curiosità ed 
un desiderio di sapere non comune per la sua gente. Così per scoprire il significato delle tre stelle 
decide di studiare nella scuola degli enigmi di Caithnard, nel continente. Una tragedia 
inaspettata, la morte dei suoi genitori, riporta Morgon a Hed ancora ignorante sul significato 
delle stelle nonostante gli anni passati a studiare e cercare. A quel punto, spinto dal dolore per 
la perdita improvvisa e per dare un significato alla sua vita, decide di affrontare la mortale gara 
di enigmi con Peven, il fantasma ossessionato di un antico Re. Morgon riesce quasi allo stremo a 
vincere la gara e tornare a Hed con la corona del Re come premio. Da quel momento il piccolo 
ingranaggio da lui smosso metterà in moto una serie di avvenimenti che lo spingeranno di nuovo 
fuori della sua isola in una gara di enigmi ancora più mortale che potrebbe decidere del destino 
del mondo intero. Incalzato da forze sconosciute e nemici senza nome, costretto a muoversi di 
continuo, sul suo cammino troverà un'arpa antica, su cui sono incise tre stelle, che solo lui è in 
grado di suonare ed un altro oggetto ancora più impensabile con sopra inciso il suo nome. Con Hed
preclusa alle sue spalle ed un destino oscuro dinnanzi a sé riuscirà Morgon a risolvere l'enigma 
più antico della terra?

## Edizioni
In Italia, la trilogia è stata pubblicata completa dalla Editrice Nord in tre edizioni:
- Il Signore degli Enigmi (1986) - Fantacollana Nord, ISBN 88-429-0511-9
- Il Signore degli Enigmi (1991) - Tascabili Fantasy, ISBN 88-429-0560-7
- Il Principe del mare e del fuoco (1995) - Narrativa, ISBN 88-429-0844-4

Nella terza edizione la società editrice si è concessa una licenza, per motivi commerciali, e prendendo spunto dal titolo del secondo volume ha chiamato quest'edizione Il Principe del mare e del fuoco, anche se, in effetti, nella storia non c'è un principe del mare e del fuoco.
- Patricia A. McKillip, Il signore degli enigmi, traduzione di Gianluigi Zuddas, collana Fantacollana Nord, Editrice Nord, 1986,  p. 629, ISBN 88-429-0511-9.